# Crispatotrochus septumdentatus
Espèce
Statut CITES
Crispatotrochus septumdentatus est une espèce de coraux appartenant à la famille des Caryophylliidae.

## Habitat et répartition
Cette espèce a été découverte en Nouvelle-Calédonie a une profondeur de 260-270 m. Cette espèce serait endémique de cette région et se rencontrerait entre 187 et 400 de profondeur.

## Étymologie
Son nom spécifique,  du latin septum, « clôture, haie, barrière… », et dentatus, « dentelé », lui a été donné en référence aux petites structures dentelées présentes sur les « marges septales axiales des primaires ».

## Publication originale
- Kitahara & Cairns, 2008 : New records of the genus Crispatotrochus (Scleractinia; Caryophylliidae) from New Caledonia, with description of a new species. Zootaxa, vol. 1940, pp. 59-68 (texte intégral) (en) [PDF].